# Gnaphalostetha hiemalis
Gnaphalostetha hiemalis är en skalbaggsart som beskrevs av Baraud 1990. Gnaphalostetha hiemalis ingår i släktet Gnaphalostetha och familjen Melolonthidae. Inga underarter finns listade i Catalogue of Life.